# 京都府道672号間人港線
京都府道672号間人港線（きょうとふどう672ごう たいざこうせん）は、京都府京丹後市を通る一般府道である。

## 概要
京丹後市丹後町間人の間人港付近から間人随道を経て国道178号交点に至る。
京丹後市丹後町の中心地区である間人は「たいざ」という著名な難読地名である。

### 路線データ
- 起点：京都府京丹後市丹後町間人（京丹後市丹後町間人小字谷2107番地[2]：間人港）
- 終点：京都府京丹後市丹後町間人（京丹後市丹後町間人小字葛谷209番地の1地先[2]（間人中学校上交差点、国道178号・国道482号交点）
- 総延長：0.8893 km[1]

## 歴史
本路線は、1959年（昭和34年）に一般府道として認定され、1964年（昭和39年）に主要地方道へ昇格した峰山丹後線を前身としている。1993年（平成5年）に大部分が国道482号へ昇格したため、残りの区間を新たに間人港線として認定された。

### 年表
- 1959年（昭和34年）12月18日 - 京都府が一般府道266号峰山丹後線として認定[3]
- 1964年（昭和39年）12月28日 - 建設省（当時）が府道峰山丹後線を主要地方道として指定[4]

単路線の昇格のため京都府の府道認定はなし。路線番号は46を採番。
- 1993年（平成5年）4月1日 - 峰山丹後線の大部分が国道482号昇格に伴い廃止[5]し、残部を新たに一般府道301号間人港として認定[6]。翌年に実施された府道番号再編以前の認定路線としては最後となった。
- 1994年（平成6年）4月1日 - 京都府が路線番号を再編（路線認定の一部改正）し、府道672号に変更される[7]。

## 路線状況

### 道路施設

#### トンネル
- 間人随道：延長235 m、1954年（昭和29年）竣工、京丹後市

## 地理

### 通過する自治体
- 京都府
  - 京丹後市

### 交差する道路
| 交差する道路        | 交差する場所 | 交差する場所              |
| ------------------- | ------------ | ------------------------- |
| 国道178号 国道482号 | 丹後町間人   | 間人中学校上交差点 / 終点 |

### 沿線
- 間人港
- 京都銀行 間人支店
- 京都北都信用金庫 間人支店
- 三桂神社
- 京丹後市立間人中学校
- 京都府立網野高等学校 間人分校